# Sumantri
| Państwo   | Indonezja      |
| Położenie | Góry Centralne |
| Pasmo     | Góry Śnieżne   |

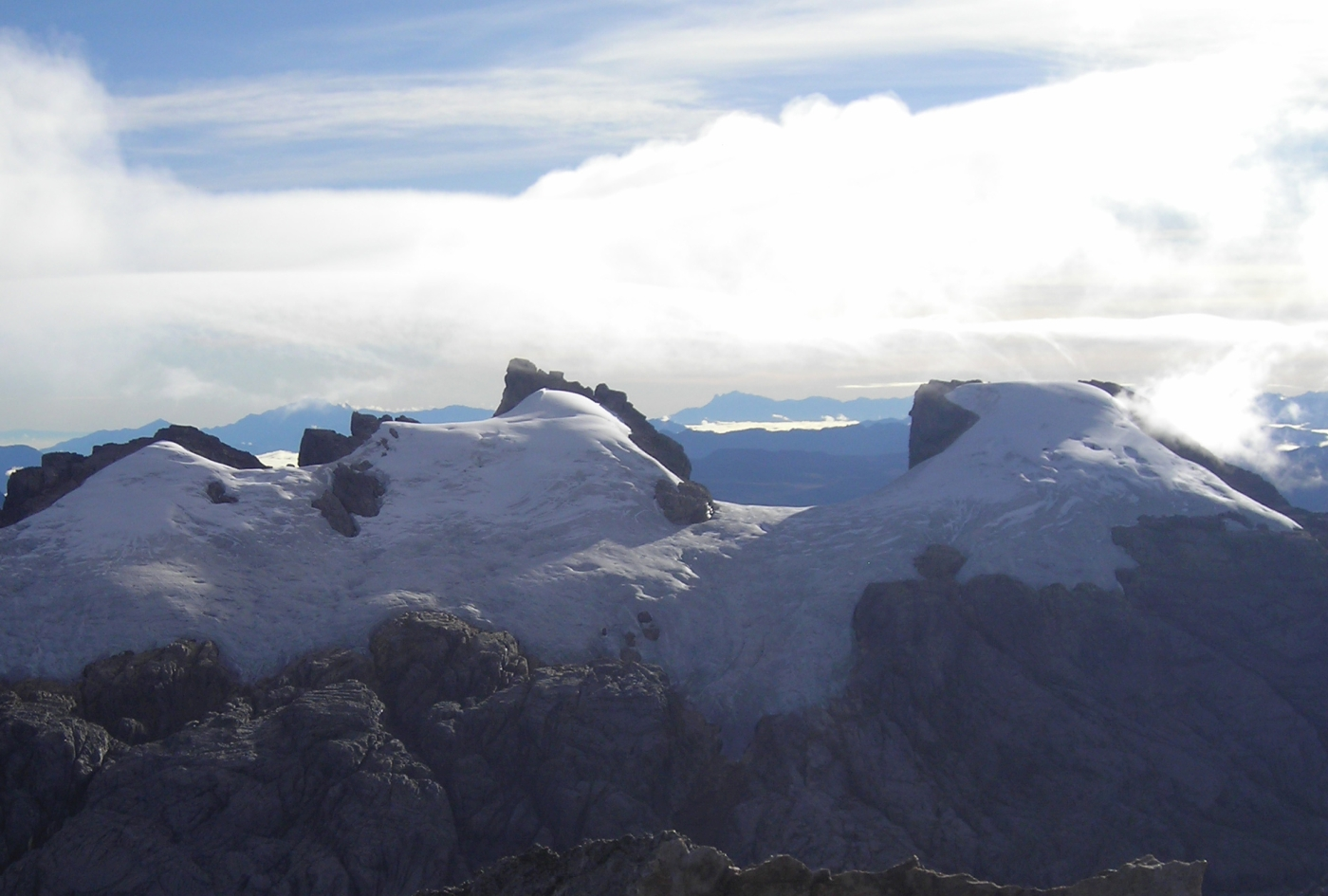
Góry Śnieżne;szczyt Sumantri, po prawej szczyt Ngga Pulu

Położenie szczytu Sumantri na mapie

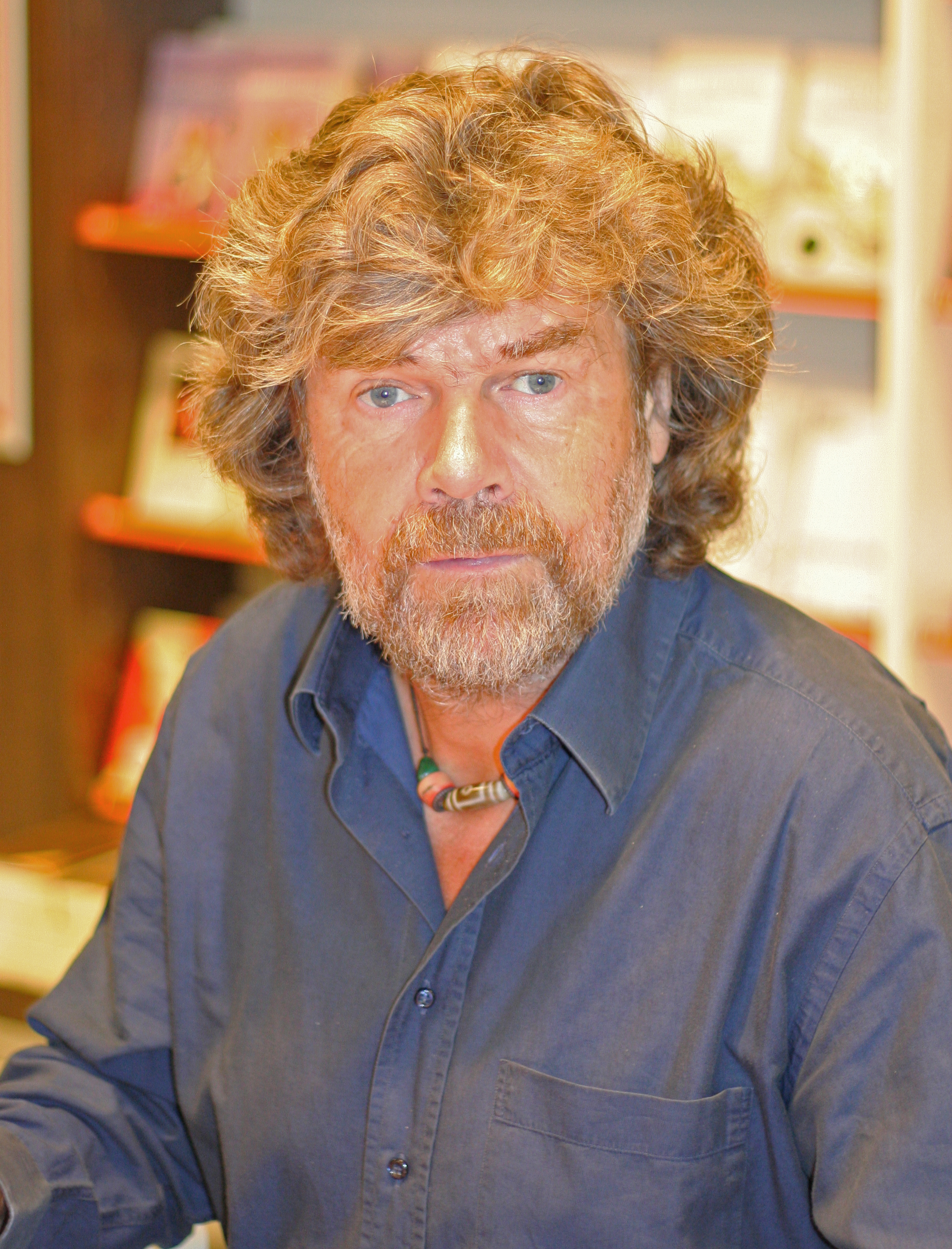
Reinhold Messner – włoski alpiniska, podróżnik, himalaista

Sumantri (inne nazwy; masyw Jaya, Soemantri oraz Soemantri Brodjonegoro) – drugi pod względem wysokości (4870 m n.p.m.) szczyt w Górach Śnieżnych na Nowej Gwinei, w Indonezji. Jest jednym z najwyższych szczytów Nowej Gwinei oraz całej Australii i Oceanii. 
Szczyt znajduje się około 2 km na północny wschód od najwyższej góry Oceanii, Jaya (4884 m n.p.m.). Północna strona Sumantri jest zdominowana przez ogromne klify Masywu Carstensza, które oplatają wschodnią i zachodnią stronę góry. Resztki potężnej niegdyś Northwall Firn (obecnie podzielonej na część wschodnią i zachodnią) przylegają słabo do południowej części szczytu.  

## Geologia i geografia
Góry zbudowane są z mezozoicznych wapieni i piaskowców, w południowo-wschodniej części również z łupków krystalicznych prekambryjskich i paleozoicznych.
Powyżej 1500 m n.p.m. panuje górska odmiana klimatu równikowego, ponad 1800 m n.p.m. – klimat umiarkowany, powyżej 3000 m n.p.m. – klimat wysokogórski.
Opady są obfite – do 6000 mm w wyższych partiach gór. W górach mają źródła wszystkie największe rzeki na Nowej Gwinei: Mamberamo, Fly, Sepik, Ramu i Digul.

## Położenie
Szczyt Sumantri położony jest w środkowej Indonezji, jego współrzędne geograficzne to 4°03′43″S 137°11′06″E.

## Wspinaczka
Północne urwisko zostało po raz pierwszy zdobyte przez Reinhold Messner w pojedynkę 27 września 1971 r. , po tym jak wraz ze swoim kompanem, Sergio Bigarellą, w tym samym tygodniu, po raz drugi zdobył Jaya. Rok później Leo Murray, Jack Baines i Dick Isherwood wspięli się na oba szczyty Ngga Pulu.